# William Thomas Best

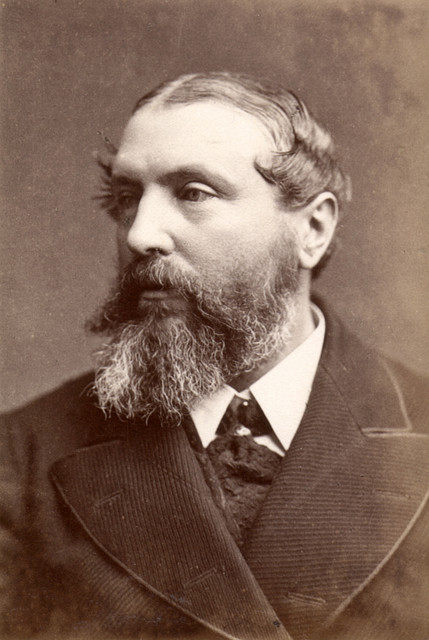
William Thomas Best.

William Thomas Best, född den 13 augusti 1826 i Carlisle, död den 10 maj 1897 i Liverpool, var en brittisk orgelvirtuos.
Best blev en vida uppskattad organist i Liverpool och London. Han skrev kyrkomusik samt verk för orgel och piano, utgav läroböcker i orgelspelning och redigerade stora samlingar klassiska och moderna orgelverk för Augenerförlaget i London.